# Zelotes rothschildi
Zelotes rothschildi este o specie de păianjeni din genul Zelotes, familia Gnaphosidae. A fost descrisă pentru prima dată de Simon, 1909. Conform Catalogue of Life specia Zelotes rothschildi nu are subspecii cunoscute.